# Jordanoleiopus unicolor
Jordanoleiopus unicolor là một loài bọ cánh cứng trong họ Cerambycidae.